# مشتق تعمیم یافته کلارک
در ریاضیات، انواع مشتق تعمیم یافته کلارک ، از مشتقات تعمیم یافته هستند که امکان مشتق‌گیری از توابع غیرهموار را در آنالیز ناهموار فراهم می کنند. مشتقات کلارک توسط فرانسیس کلارک در سال 1975 معرفی شدند. 

## تعاریف
برای یک عملکرد پیوسته لیپشیتز محلی {\displaystyle f:\mathbb {R} ^{n}\rightarrow \mathbb {R} ,} مشتق جهت دار تعمیم یافته کلارک از {\displaystyle f} در {\displaystyle x\in \mathbb {R} ^{n}} در جهت {\displaystyle v\in \mathbb {R} ^{n}} به عنوان تعریف شده است {\displaystyle f^{\circ }(x,v)=\limsup _{y\rightarrow x,h\downarrow 0}{\frac {f(y+hv)-f(y)}{h}},} که  {\displaystyle \limsup } بیانگر حد زبرین است.
سپس با استفاده از تعریف فوق از {\displaystyle f^{\circ }} ، گرادیان (شیب) تعمیم یافته کلارک از {\displaystyle f} در {\displaystyle x} ( که زیرمشتق کلارک نیز نامیده می شود) به صورت داده شده است {\displaystyle \partial ^{\circ }\!f(x):=\{\xi \in \mathbb {R} ^{n}:\langle \xi ,v\rangle \leq f^{\circ }(x,v),\forall v\in \mathbb {R} ^{n}\},} کجا {\displaystyle \langle \cdot ,\cdot \rangle } یک ضرب داخلی از بردارها را نشان می دهد {\displaystyle \mathbb {R} .} توجه داشته باشید که گرادیان تعمیم یافته کلارک دارای مقدار مجموعه است - یعنی در هر یک {\displaystyle x\in \mathbb {R} ^{n},} مقدار تابع {\displaystyle \partial ^{\circ }\!f(x)} یک مجموعه است.
به طور کلی تر، بر اساس یک فضای باناخ {\displaystyle X} داده شده، و یک زیر مجموعه {\displaystyle Y\subset X,} ، مشتق جهت‌دار تعمیم یافته ی کلارک و گرادیان های تعمیم یافته برای یک تابع پیوسته محلی لیپشیتز ی {\displaystyle f:Y\to \mathbb {R} }تعریف قابل تعریف هستند. 